# 荆门西站
荆门西站，位于湖北省荊門市漳河新区周家坡，面积约4万平方米，由中国铁路武汉局集团管辖，是荆荆铁路、沪渝蓉高速铁路（原称沿江高铁，尚在建设中）和襄荆高速铁路（尚在建设中）的交汇枢纽站。车站已于2024年底随荆荆铁路的开通而投入使用。

## 历史
- 2022年7月3日，车站开工建设[2][3]。
- 2024年12月8日，车站投用。

## 设施
车站中心里程DK213+935，侧式站房。车站规模为5台13线（含正线4条），到发线有效长为650m。综合维修车间设于线路左侧小里程方向正线间。车站设有站台5座，站台规模均为450m×12m×1.25m，雨棚与站台等长，设12m宽地道1座、12m宽天桥1座。